# Casa de locuit de pe str. Lenin, 11 (Tighina)
Casa de locuit de pe str. Lenin, 11 este o clădire amplasată pe str. Lenin, 11 în Tighina, Republica Moldova. Este un monument arhitectural de importanță națională inclus în Registrul monumentelor Republicii Moldova ocrotite de stat cu nr. 7 (municipiul Tighina). Datează de la înc. sec. XX.